# Чеченский, Александр Николаевич
Алекса́ндр Никола́евич Чече́нский (1780, Чечня — 1834, Дрезден) — русский генерал-майор, участник Отечественной войны 1812 года, войн четвёртой и шестой коалиций, кавалер многих российских орденов, чеченец по происхождению.

## Детство и юность

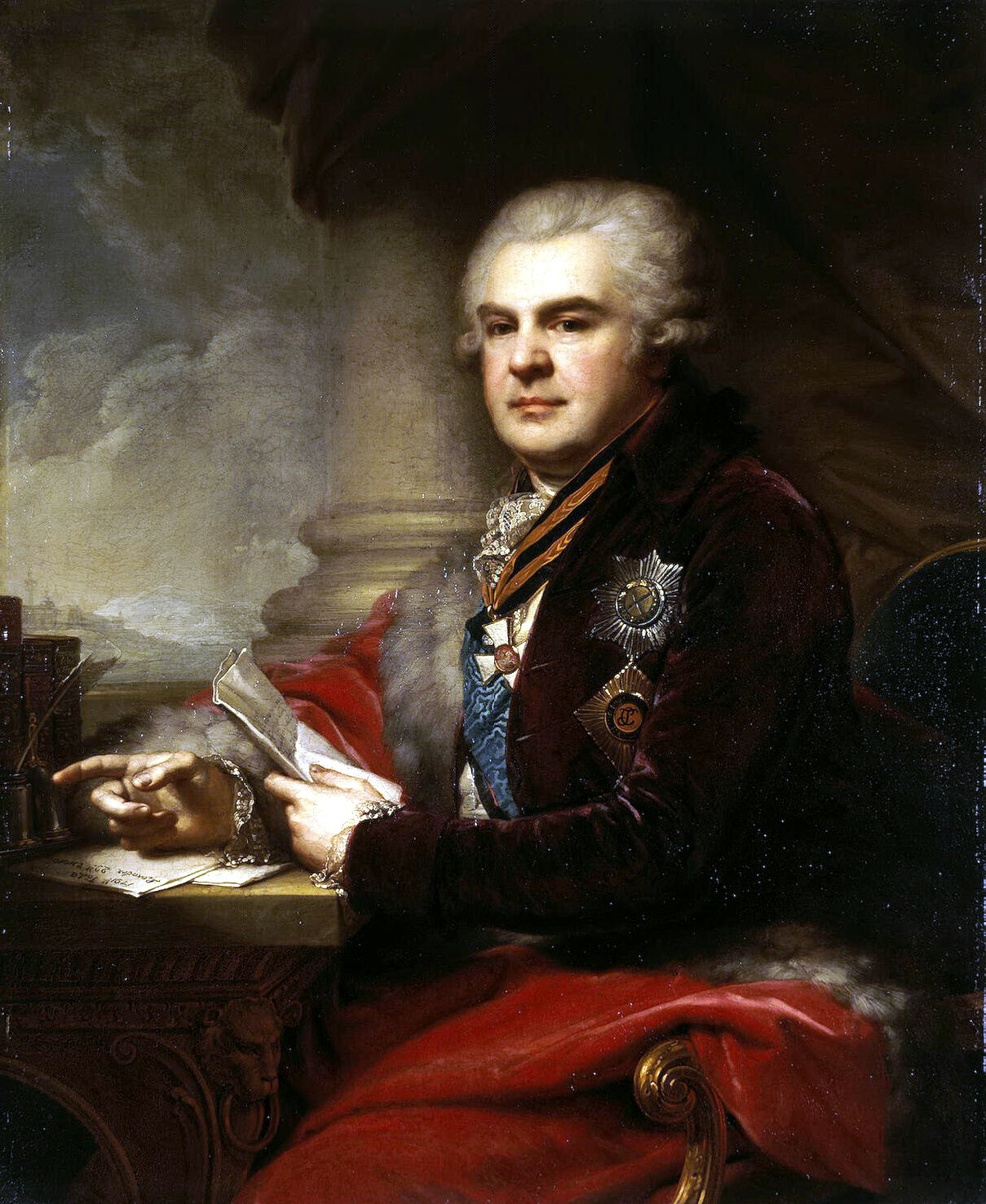
Генерал-майор Александр Самойлов

Мальчиком он был пленён во время одного из набегов российских войск на родовое село шейха Мансура Алды. Имя при рождении — Али. Его мать Рахимат умерла при родах. Отец Алхазур пал в бою с войсками, занявшими аул. Его взял на воспитание 16-летний подпоручик, впоследствии знаменитый генерал Николай Николаевич Раевский. Подростка окрестили Александром Николаевичем Чеченским. Он рос в Каменке в Малороссии у матери Николая Раевского Екатерины Николаевны. Окончил Московский университет.
Эта версия биографии Александра Чеченского, которая вошла во многие источники, восходит к одноимённой книге Умара Гайсултанова. По словам исследователей Александра Соколова и Джамбулата Умарова, она не подтверждается никакими историческими документами. По их данным, Александр Чеченский был аманатом, взятым в чеченском селе Атаги с целью обеспечения покорности жителей этого села воле российской колониальной администрации. В возрасте 3-4 лет он был вывезен с Кавказа в Санкт-Петербург генерал-майором Александром Самойловым. Вероятно, вместе с Чеченским был вывезен и его слуга. На новом месте Чеченский был передан Самойловым на попечение своему отцу Николаю Борисовичу. Возможно, что по достижении 9 лет мальчик был определён в Московский университетский благородный пансион или академическую гимназию. В 1794 году Чеченский был вписан в состав Нижегородского драгунского полка в чине вахмистра, а в 1795 или 1796 году он поступил на действительную военную службу.

## Начало службы
Александр Чеченский начал службу в 1794 году в чине вахмистра в Кизляре в Нижегородском драгунском полку, где командиром был его опекун. Участвовал в экспедициях против персов на Каспии и турок-османов в Причерноморье.
В 24 года Александр становится подпоручиком. В 1805 году Чеченского переводят в Гродненский гусарский полк, где он командует полуэскадроном. В 1805—1807 годах он участвует в боях с наполеоновскими войсками под Мышеницами, Гутштадтом, Аккендорфом, а также в изгнании противника за реку Посаржу. Мужество ротмистра Чеченского под Гутштадтом было отмечено 20 мая 1808 года золотым оружием.
За отвагу в сражении под Прейсиш-Эйлау Чеченский был награждён орденом Св. Владимира IV степени с бантом.
К началу войны с Наполеоном он уже был в звании подполковника. В личном дневнике Дениса Давыдова, героя партизанской войны, даётся характеристика Александра Чеченского:

«Он мог быть только другом или врагом, середины у него не было. Правда, характером он был добрым, великодушным, хотя нос был орлиный, вид грозный, и сам „выходец из Чечни“».

## Отечественная война 1812 года
В 1812 году отряд А. Чеченского в составе кавалерийского корпуса атамана Платова участвовал в знаменитой Бородинской битве. В ходе этой войны он прошёл с боями от Смоленска до Польши. 23 декабря 1812 года Высочайшим Приказом удостоен ордена Св. Георгия IV класса:

«В воздаяние ревностной службы и отличия, оказанного в сражении против французских войск, где, находясь в отряде партизана Давыдова, около города Вязьмы, при с. Покров, напал храбро на сильное прикрытие неприятельского транспорта, состоящего из 41 больших фур, и принудил оное укрыться в лес, потом, с отличною неустрашимостию окружив оный и сильно ударив на неприятеля, часть онаго взял в плен, а остальных положил на месте; в сражении при отбитии и сожжении при с. Юреневе артиллерийского парка, поступал храбро, да и во всех случаях в продолжении кампании действовал с отличною храбростию, мужеством и неустрашимостию при поражении неприятеля».

## Война шестой коалиции
В 1813 году Давыдов и Чеченский со своими полками участвовали в разгроме саксонцев при Калише и с передовыми отрядами взяли предместье Дрездена. В начале марта Чеченский с небольшим отрядом осадил Дрезден. Город был сдан ему без боя. 9 марта 1813 года полковник Денис Давыдов докладывал генерал-майору Ланскому:

«Вчерашнего числа я сделал сильную рекогносцировку в окрестностях города Дрездена. Чеченский, предводительствовавший Бугским полком, с известною его храбростью атаковал неприятеля и гнал его до города, и вогнал за палисады».

В другом рапорте Давыдов доносил:

«Вчерашнего числа я предпринял усиленное обозрение города Дрездена. Ротмистр Чеченский, командующий первым Бугским полком, отличился, это его привычка».

У Рейхенбаума полк Чеченского разгромил отряд французов, захватив в плен подполковника, двух нижних офицерских чинов, около сотни рядовых, полковое знамя и уничтожил свыше 150 солдат противника.
В 1813 году Чеченский участвует в сражениях под городами Лютцен и Баутцен. Новый командующий армией Барклай-де-Толли, сменивший умершего в силезском городке Бунцлау Кутузова, присваивает А. Чеченскому за храбрость и мужество чин полковника. За успешные действия его переводят командиром в лейб-гвардии гусарский полк. Полк этот без потерь захватывает Оснабрюк, а затем отличается в боях за города Делич и Толх. Александр Чеченский со своим полком участвует и в исторической «битве народов» под Лейпцигом.
После этого по приказу командующего гусарский полк Чеченского отправляется в Нидерланды. Там он, объединённый в провинции Северный Брабант с тремя казачьими полками, штурмом берёт крепость Бреда. Вслед за этим Александр Чеченский путём переговоров без боя занимает с полком сильно укреплённую крепость Виллемштадт. В 1814 году Чеченский сражается за взятие французского города Суасон.
Под Лионом полк Александра участвует в сражении с превосходящими силами французов. Здесь 14-тысячная армия под командованием князя Воронцова спасала союзные австрийские войска от 70-тысячной армии Наполеона. На вторую ночь сражения русская кавалерия опрокинула и погнала пехоту французов. Чеченский был ранен в руку и ногу, но поле боя не покинул. За это сражение он был награждён орденом Св. Анны 2 степени с бриллиантами. За участие во взятии Парижа Александр Чеченский был удостоен серебряными медалями «За вступление в Париж» и «В память 1812 года».
После падения Парижа полковник Чеченский в свите царя, рядом с генералами Николаем Раевским и Денисом Давыдовым участвует в торжественном шествии и параде победителей на Елисейских полях.
После военной компании, которая триумфально закончилась в Париже, Александр Чеченский был награждён орденами св. Владимира II степени и св. Анны II степени с алмазами. В это время Александр Чеченский служил в лейб-гвардии Гусарском полку.

## Послевоенная жизнь
По возвращении из Франции в октябре 1814 года его полк разместился на постоянные квартиры в Царском Селе под Петербургом. Предполагается, что именно здесь могла состояться встреча Александра Чеченского и Александра Пушкина. Известно, что Александру Сергеевичу очень понравились места в его владениях. В переписке А. С. Пушкина с его соседкой П. А. Осиповой, есть письмо, где сообщается, что участок земли, который хотел бы купить Пушкин, находится в деревне Савкино, хозяином которого является Александр Чеченский. Но известно, что покупка не состоялась.
Александр Николаевич Чеченский, прослужив два года в лейб-гвардии Гусарском полку, с января 1816 года был назначен командиром Литовского уланского полка. В 1822 году его производят в генерал-майоры (с назначением стоять при начальнике 2-й гусарской дивизии). Он служит ещё два года, пока подорванное военными походами здоровье не вынуждает его уволиться. В декабре 1825 года генерал А. Чеченский участвовал в церемонии возведения на царствование Николая I.
Умер он в Дрездене в чине генерал-майора в январе 1834 года.

## Семья
Александр Чеченский был женат на дочери действительного статского советника Екатерине Бычковой. У них было семь дочерей (Софья, Александра, Вера, Надежда, Екатерина, Любовь, Ольга) и сын Николай.

## Память

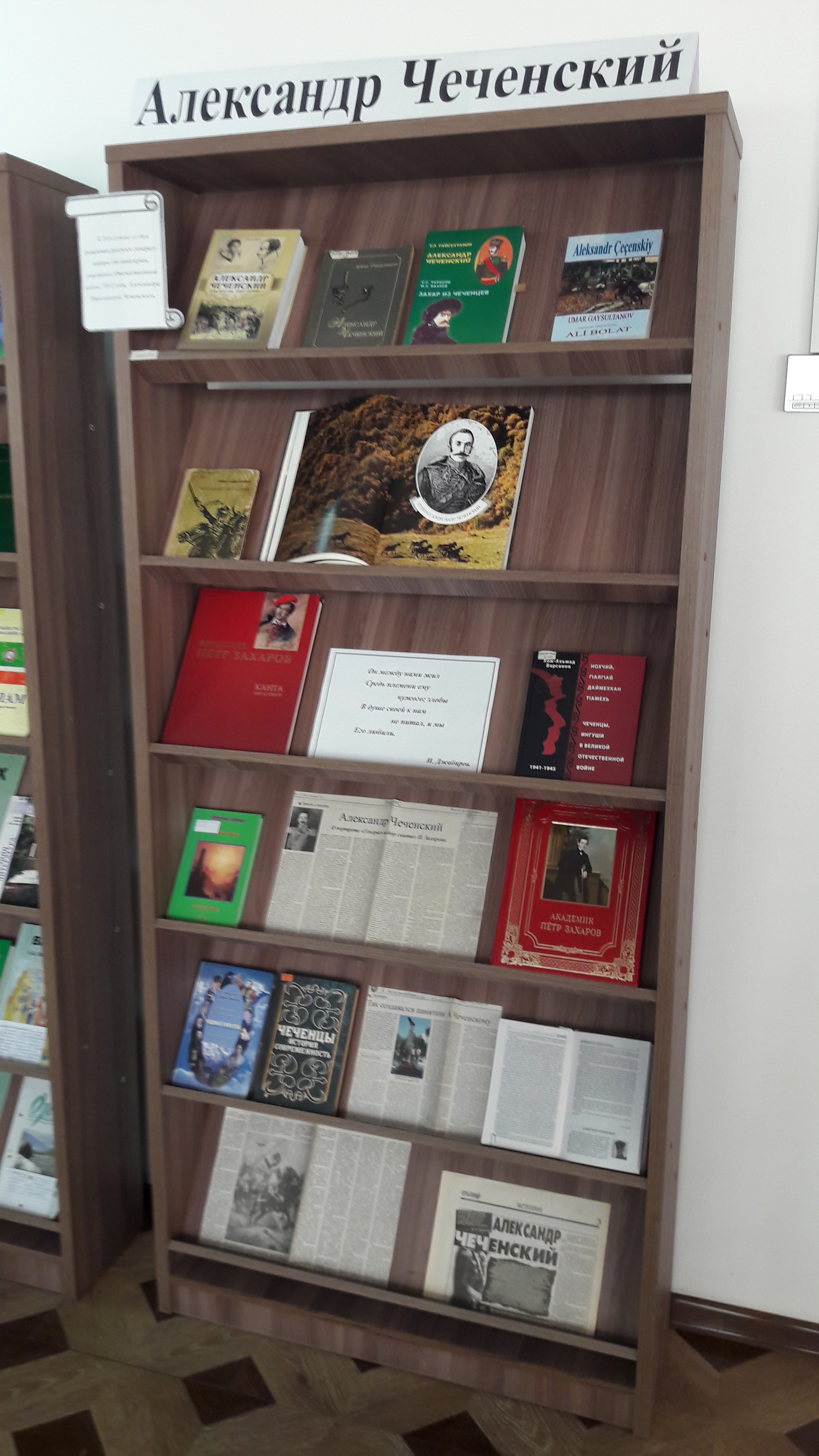
Стенд в Национальной библиотеке Чечни, посвящённый Александру Чеченскому.

В Храме Христа Спасителя, воздвигнутом при Александре III, в честь спасения Отечества в 1812 году, на стене № 16, в числе имён других героев было высечено имя ротмистра А. Н. Чеченского — как удостоенного ордена св. Георгия IV степени.
Название деревни Чеченская в Псковской области и улицы Чеченской в Бежаницах исследователи связывают с именем Александра Чеченского.
В 1981 году чеченский писатель Умар Гайсултанов написал книгу «Александр Чеченский».
27 июля 2012 года в торжественной обстановке был открыт памятник Александру Чеченскому в райцентре Бежаницы Псковской области, где семья генерала имела обширные владения. Памятник установлен на семейные средства С. Р. Юсупова и М. Вахидовой.
В Грозном есть улица Александра Чеченского.